# Campagna del Mediterraneo del 1798
La campagna nel Mediterraneo del 1798 fu una serie di operazioni navali di peso compiute dalle forze di spedizione francesi al comando di Napoleone Bonaparte nel corso delle guerre rivoluzionarie francesi. La Prima repubblica francese aveva cercato di catturare l'Egitto per minacciare l'India britannica e costringere quindi la Gran Bretagna a sottoscrivere una pace. Partendo da Tolone nel maggio del 1798 più di 40 000 uomini e centinaia di navi si portarono con Bonaparte in testa verso il Mar Mediterraneo a sud. Da subito le navi vennero seguite da un piccolo squadrone al comando dell'allora contrammiraglio Sir Horatio Nelson, poi rinforzato da altre 13 navi di linea. Il primo obiettivo di Bonaparte era l'isola di Malta, che era sotto il governo dei Cavalieri di San Giovanni e teoricamente avrebbe garantito ai francesi il controllo dell'area del Mediterraneo centrale. Le forze del Bonaparte sbarcarono sull'isola e rapidamente riuscirono a sopraffare i difensori, assicurandosi la città portuale di La Valletta prima di continuare alla volta dell'Egitto. Quando Nelson seppe della cattura francese dell'isola, intuì che lo step successivo sarebbe stata la conquista dell'Egitto e quindi salpò alla volta di Alessandria, ma oltrepassò i francesi la notte del 22 giugno senza scoprirli ed arrivando in Egitto per primo.
Incapace di trovare il Bonaparte, Nelson tornò nel Mediterraneo, raggiungendo quindi la Sicilia il 19 luglio. Mentre Nelson stava tornando verso ovest, Napoleone raggiunse Alessandria e attaccò la città, catturandone la costa e marciando coi suoi uomini nell'entroterra. La sua flotta, al comando del viceammiraglio François-Paul Brueys D'Aigalliers, era ancorata in linea di battaglia nella baia di Abukir. Il 1º agosto, Nelson, che era nuovamente tornato in Egitto dopo che alcune informazioni gli avevano riportato l'invasione francese, giunse al largo di Abukir. Anche se ormai era troppo tardi per bloccare i francesi, Nelson ordinò un attacco immediato alle forze francesi. Brueys era impreparato a tale azione e le sue navi non furono in grado di compiere manovre efficaci dal momento che gli inglesi scelsero la strategia di dividersi in due divisioni si portarono ad accerchiare la linea francese, catturando tutte e cinque le navi dell'avanguardia e mettendosi a combattere la L'Orient al centro (120 cannoni). Alle 21:00, L'Orient prese fuoco ed esplose, uccidendo gran parte della ciurma a bordo, ponendo così di fatti fine al conflitto. Combattimenti sporadici continuarono per i successivi due giorni, sino a quando tutte le navi francesi non furono catturate, distrutte o riuscirono a fuggire. Nella battaglia del Nilo, undici navi di linea francesi e due fregate vennero eliminate, intrappolando così il Bonaparte in Egitto e cambiando il bilanciamento delle forze nel Medierraneo.
Con la sconfitta della marina francese nel Mediterraneo, altre nazioni vennero incoraggiate ad aderire alla Seconda coalizione e ad entrare in guerra con la Francia. Portogallo, Regno di Napoli, Impero russo ed Impero ottomano iniziarono a dispiegare le loro forze nel Mediterraneo contro i francesi. Russi e turchi presero parte al blocco navale dell'Egitto e ad operazioni nel Mar Adriatico mentre i portoghesi presero parte all'Assedio di Malta, condotto da Nelson dal porto di Napoli. Nelson, che era stato ferito nella Battaglia del Nilo, venne coinvolto nella politica napoletana e convinse personalmente re Ferdinando ad entrare in guerra con la Francia. Nel mediterraneo occidentale, il viceammiraglio John Jervis, I conte di St Vincent, al comando della flotta del Mediterraneo al largo di Cadice, dispiegò le sue forze contro Minorca, catturando rapidamente l'isola e trasformandola in un'importante base navale.

## Antefatto

### Il piano di Bonaparte
All'inizio del 1798, la Guerra della prima coalizione era ormai terminata col controllo francese dell'Italia settentrionale, gran parte dei Paesi Bassi e della Renania, il tutto confermato dal Trattato di Campoformio. Tutte le principali potenze europee si erano alleate con la Repubblica Francese, mentre solo la Gran Bretagna continuava a rimanergli ostile, ed il Direttorio francese era determinato a porre fine alle Guerre rivoluzionarie francesi proprio eliminando gli inglesi. Una serie di invasioni delle isole britanniche vennero studiate accuratamente, ed il ventottenne generale Napoleone Bonaparte, che già aveva sconfitto gli austriaci in Italia l'anno precedente, venne assegnato alla guida dell'Armée d'Angleterre (armata d'Inghilterra) che si stava assembrando a Boulogne. Ad ogni modo, il Canale della Manica rimaneva fermamente controllato dalla Royal Navy ed i rifornimenti francesi si presentavano completamente inadeguati per tale proposito.
All'inizio della primavera del 1798, Bonaparte lasciò il suo comando a Boulogne e fece ritorno a Parigi, adducendo il fatto che il continuo controllo delle acque nordeuropee da parte degli inglesi rendeva impossibile un'invasione dell'Inghilterra nell'immediato. Con operazioni impossibili a nord, Bonaparte diresse la sua attenzione a sud verso Tolone, il principale porto marittimo francese nel Mediterraneo. Qui l'esercito e la flotta francesi avevano iniziato ad assembrarsi segretamente, ma ancora incerta era la direzione dei loro sforzi militari (si mormorava l'Inghilterra, la Sicilia, Malta o la Crimea). L'obbiettivo finale della spedizione era l'Egitto, che era un importante anello della catena di comunicazioni tra Gran Bretagna e l'India britannica, sua colonia economicamente vitale. Bonaparte considerò la presa dell'Egitto come l'operazione più importante per neutralizzare i grandi benefici economici introitati dalla Gran Bretagna dal suo commercio con l'India: nell'agosto del 1797 scriveva "Siamo ormai giunti al punto in cui, per distruggere veramente l'Inghilterra, dovremo prendere l'Egitto." Il possesso dell'Egitto avrebbe garantito ai francesi il controllo del Mediterraneo orientale e del Mar Rosso, costringendo così tutti i traffici inglesi alla circumnavigazione dell'Africa ed ostruendo così un traffico di 2 700 000 di sterline annui. Inoltre, l'invasione dell'Egitto avrebbe potuto poi portare ad un attacco diretto ai territori britannici in India, congiungendoli così con quelli dell'anflofobico Tippu Sultan di Seringapatam, schierato coi francesi. La flotta francese del Mediterraneo non aveva oppositori all'inizio del 1798 dal momento che, col Secondo Trattato di Sant'Ildefonso del 1796, nel quale la Spagna si era alleata con la Francia ed aveva dichiarato guerra all'Inghilterra, la Royal Navy si era ritirata dalle sue basi nel Mediterraneo poste in Corsica e sull'Isola d'Elba. Nel 1798, la flotta alleata del Mediterraneo era stata costretta a porre la sua base presso il fiume Tago in Portogallo, l'unico alleato rimastogli sul continente europeo. Senza una flotta inglese permanente nel Mediterraneo e con un'imminente rivolta in Irlanda, Bonaparte credette fermamente che la Royal Navy non sarebbe stata capace di interferire nei suoi piani, anche qualora li avesse scoperti.
Con la via aperta verso l'Egitto, il Bonaparte diede l'ordine ad una flotta di tredici navi di linea, guidate dalla L'Orient di 120 cannoni al comando del viceammiraglio François-Paul Brueys D'Aigalliers ed a numerose altre navi da guerra più piccole (come ad esempio l'intera flotta veneziana catturata l'anno precedente), di prepararsi a intraprendere la via del mare. La flotta avrebbe dovuto essere accompagnata da 400 trasporti con a bordo 35 000 uomini per un'invasione via terra. Il 3 maggio, Bonaparte partì da Parigi, giungendo a Tolone cinque giorni dopo per sovrintendere i preparativi finali. Il 9 maggio passò in rassegna l'esercito e tenne un discorso nel quale annunciò che la spedizione sarebbe stata diretta verso una non ben specificata terra straniera. Il discorso ebbe una risposta entusiasta da parte dei soldati francesi ed apparve successivamente anche in un articolo del Le Moniteur Universel. Malgrado la promessa del Bonaparte la partenza del convoglio venne ritardata a causa di venti contrari per nove giorni, permettendo al gruppo di salpare il 18 maggio.

### La risposta del conte di St. Vincent

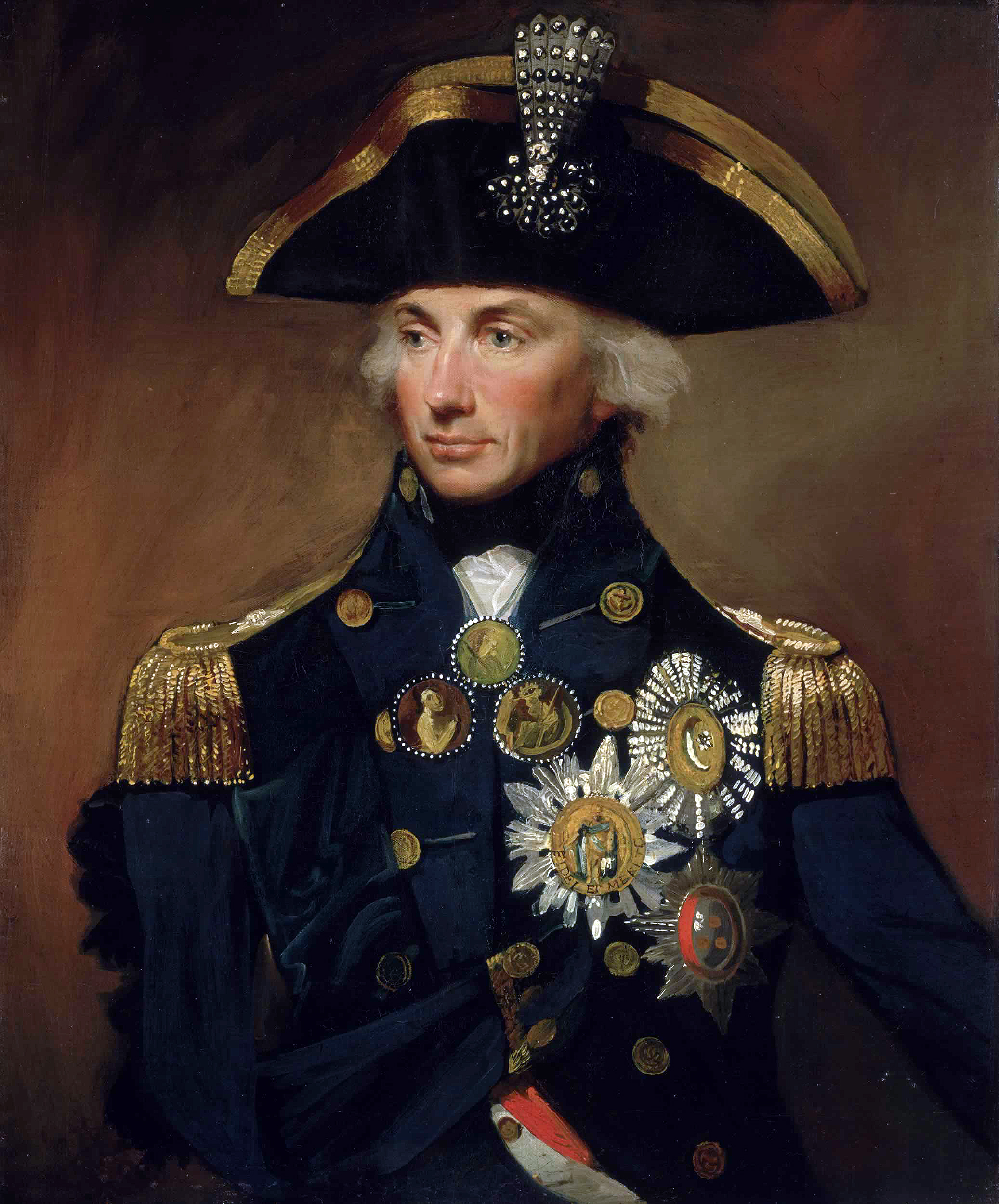
Il contrammiraglio Sir Horatio Nelson, Lemuel Francis Abbott, 1800, National Maritime Museum.

La Gran Bretagna non era a conoscenza dei preparativi francesi a Tlone e sulla costa del Mediterraneo, ma malgrado gli sforzi degli agenti inglesi in Francia la destinazione della spedizione rimaneva incerta. L'Egitto era una meta tutt'altro che considerata come obbiettivo dal governo britannico: quando il Segretario di Stato per la Guerra, Henry Dundas suggerì che forse i francesi stavano puntando proprio li, il segretario degli esteri Lord Grenville iniziò a prendere seriamente in considerazione la cosa. Vennero inviate delle lettera Londra ed a St. Vincent al Tago descrivendo i preparativi dei francesi lungo le coste francesi ed italiane del Mediterraneo, ma la distanza tra la base presso il Tago e quella di Tolone impedirono osservazioni accurate dei movimenti nemici. Ordini urgenti vennero inviati da Lord Spencer all'Ammiragliato al viceammiraglio conte St. Vincent, comandante della flotta inglese del Mediterraneo al Tago, perché venisse inviato uno squadrone ad investigare la situazione al comando del contrammiraglio Sir Horatio Nelson. Nelson era tornato alla flotta tre giorni prima su ordine di lord Spencer stesso, dopo essersi ripreso dalla perdita di un braccio nel corso della Battaglia di Santa Cruz de Tenerife nel luglio del 1797.
St. Vincent aveva già in mente del resto di preparare una spedizione diretta a Tolone con a capo Nelson, e subito il contrammiraglio venne fatto partire alla volta del Tago a bordo della HMS Vanguard il 2 maggio. St Vincent era estasiato dall'idea di aver affidato questa missione a Nelson, scrivendo che "l'arrivo dell'ammiraglio Nelson mi ha ridato nuova vita... la sua presenta nel Mediterraneo è veramente essenziale". La sua preferenza per Nelson andò a scapito di altri ufficiali più anziani quali Sir William Parker e Sir John Orde e provocò una pesante protesta che culminò con una sfida a duello lanciata da Orde proprio a St Vincent. Il 9 maggio Nelson ad ogni modo raccolse le navi di linea HMS Alexander e HMS Orion al comando dei capitani Alexander Ball e Sir James Saumarez oltre alle fregate HMS Emerald e 'HMS Terpsichore al comando dei capitani Thomas Moutray Waller e William Hall Gage e lo sloop HMS Bonne Citoyenne al comando del capitano Robert Retalick a Gibilterra, passando poi nel Mediterraneo. Malgrado il favore della notte, la partenza di Nelson venne osservata dalle forze spagnole a Cadice ed il forte di Capo Carnero sparò alcuni colpi, colpendo la HMS Alexander ma senza infliggergli danni pesanti.
Il 17 maggio la HMS Terpsichore catturò la nave pirata La Pierre al largo di Capo Sicié, e dalla ciurma a bordo Nelson seppe che la partenza di Bonaparte era imminente anche se la destinazione era ancora una volta sconosciuta. Il 21 maggio, dal momento che il suo squadrone aveva raggiunto le Îles d'Hyères presso Tolone, un forte vento colpì la Vanguard e la fece arenare uccidendo due marinai nell'operazione. La Vanguard percorse 75 miglia nautiche in una sola notte alla deriva. I danni alla nave furono così ingenti che il giorno dopo Nelson ordinò al capitano di abbandonarla col resto dell'equipaggio. Ball rifiutò di eseguire l'ordine. La Alexander fu in grado di trascinare la Vanguard sino all'Isola di San Pietro, al largo della Sardegna, per le necessarie riparazioni.
Thomas Waller a bordo della Emerald si divise dalle altre fregate. Delle altre due fregate, quella guidata dal capitano Gage si portò verso la costa spagnola quando una tempesta si abbatté sul gruppo di navi ed il 29 maggio incontrò qui la HMS Alcmene comandata dal capitano George Johnstone Hope, inviata dal conte di St. Vincent per aumentare le forze di Nelson. Due giorni dopo lo squadrone di Hope incontrò la Emerald, che aveva catturato due mercantili, ed insieme salparono sino al punto d'incontro stabilito, a 60 miglia nautiche da Capo San Sebastian, presso Barcellona. Hope ordinò alla Terpsichore ed alla Bonne Citoyenne di portarsi al largo della Sardegna ed il 3 giugno incontrò il bricco HMS Mutine al comando del capitano Thomas Hardy. A conoscenza dei danni subiti dalla Vanguard e del fatto che i francesi avevano lasciato Tolone, Hope prese quindi la decisione unilaterale di portarsi in cerca dei francesi da solo, disperdendo le fregate nel Mediterraneo occidentale. Le navi di Hope non riuscirono a incrociare quelle francesi.

## Malta
Partendo da Tolone il 19 maggio, la flotta di Bonaparte passò lungo la costa della Provenza giungendo a Genova, dove ottenne altri 72 trasporti ulteriori. Salpando a sud, la flotta raggiunse la Corsica il 23 maggio, ed ottenne altri 22 trasporti ad Ajaccio il 28 maggio. Il convoglio rimase in costa sino al 30 maggio, attraversando lo Stretto di Bonifacio e seguendo la linea costiera della Sardegna in attesa di nuovi trasporti da Civitavecchia. Il 3 giugno, il Bonaparte venne raggiunto da un messaggio che riportava la presenza dello squadrone di Nelson a San Pietro ed il generale francese inviò un suo squadrone ad investigare, anche se Napoleone sapeva che al momento della sua partenza da quello stesso porto gli inglesi non erano in vista. Senza aspettare i rinforzi da Civitavecchia, che ancora non erano giunti, il Bonaparte diede l'ordine alla sua flotta di portarsi a sudest, passare Mazara in Sicilia e l'isola di Pantelleria il 7 giugno. Qui venne a sapere da un mercantile inglese catturato che Nelson si trovava a breve distanza con potenti forze della Royal Navy, e pertanto Napoleone diede l'ordine urgente alla sua flotta di ripiegare su Malta, giungendo a La Valletta alle 05:30 del 9 giugno, dopo essersi unito con altre 56 navi del convoglio di Civitavecchia.
Il rapporto giunto al Bonaparte sull'attività di Nelson il 7 giugno si presentò inaccurato: le riparazioni alla Vanguard a San Pietro impiegarono sei giorni per poter essere portati a compimento, mentre lo squadrone salpato il 27 maggio per Tolone giunse al porto il 31 maggio. Il 5 giugno, il bricco HMS Mutine giunse al largo di Tolone e riportò che la flotta inglese si trovava a soli pochi giorni di navigazione, composto da dieci navi di linea inviate dal conte St. Vincent dal Tago il 24 maggio al comando del capitano Thomas Troubridge a bordo della HMS Culloden. St Vincent, agendo sulla base degli ordini urgenti da Londra di inviare una flotta nel Mediterraneo, aveva optato per la possibilità di dividere le sue forze piuttosto che rischiare che tutte le sue navi venissero catturate insieme. Troubridge era considerato dal conte St Vincent come uno dei migliori ufficiali della flotta, e Nelson, che pure aveva un'alta opinione di Troubridge, immediatamente fece salpare il suo squadrone verso il punto convenuto di incontro. Il 6 giugno, il suo squadrone intercettò un convoglio mercantile spagnolo e catturò due navi prima che l'ammiraglio ne bloccasse l'inseguimento. Il 7 giugno alle 12:00, con la flotta combinata, Nelson si trovò al comando di 13 navi da 74 cannoni ciascuna, una nave da 50 e un bricco. Da notare che nel gruppo mancavano completamente delle fregate, vitali per operazioni di avanguardia in una campagna di questa natura; dopo il suo incontro con Hope, Hardy riportò a Nelson che le fregate stavano agendo in maniera indipendente, notizia a cui l'ammiraglio rispose "Pensavo che Hope mi conoscesse meglio".

### La ricerca di Nelson
Ritardato al 10 giugno e sempre ignaro sulle intenzioni dei francesi, Nelson inizialmente salpò alla volta della costa corsa prima di ancorare all'Elba il 12 giugno e di inviare la HMS Mutine a Civitavecchia alla ricerca di informazioni. Hardy fu incapace di scoprire la destinazione francese poco dopo Nelson continuò il suo viaggio a sud. Due giorni dopo, l'ammiraglio parlò col capitano di una nave tunisina a Giannutri, che però gli riferì informazioni imprecise secondo le quali i francesi erano stati avvistati al largo di Trapani, e potevano ora essere all'ancora a Siracusa. Il 17 giugno Nelson ancorò alle Isole Pontine al largo di Napoli ed inviò Troubridge a terra per convenire con l'ambasciatore inglese Sir William Hamilton per ottenere informazioni e l'assistenza della marina napoletana contro i francesi. Sebbene il primo ministro napoletano Sir John Acton avesse già stilato un rapporto per Nelson riferendo che i francesi potevano essere diretti in Egitto, Hamilton non aveva consegnato tale rapporto a Nelson, sospettando che si trattassero di informazioni errate. Hamilton ad ogni modo aveva riferito che la flotta del Bonaparte aveva oltrepassato la Sardegna e probabilmente si stava dirigendo verso Malta. Malgrado l'animosità verso la Francia, il governo napoletano si rifiutò di supportare apertamente gli inglesi nella guerra e negò a Nelson l'uso delle proprie fregate, pur impegnandosi a rifornire segretamente la flotta di Nelson. Credendo che la destinazione finale dei francesi fosse la Sicilia, Nelson salpò alla ricerca dei propri nemici, ma una serie di venti avversi gli fece raggiungere lo Stretto di Messina solo il 20 giugno. Qui ricevette un rapporto dell'ambasciatore inglese in Sicilia che indicava che i francesi si trovavano a Malta. Il 22 giugno presso Capo Passero, Hardy bloccò una nave genovese proveniente da Ragusa che disse di aver avvistato i francesi a sud di Malta, e che questi avevano lasciato La Valletta il 16 giugno. Questa informazione era errata su un aspetto importante: anche se i preparativi erano iniziati il 16 giugno i francesi non abbandonarono l'isola sino al 19 giugno, e la flotta di Nelson si trovava a sole 60 miglia nautiche di distanza da Brueys. Nelson decise a questo punto che l'obbiettivo dei francesi doveva essere o l'Egitto o Costantinopoli e pertanto convocò i suoi capitani: Saumarez, Ball, Troubridge e Henry Darby si trovarono a bordo della Vanguard per una conferenza. Assieme gli ufficiali convennero che l'Egitto dovesse essere l'obbiettivo più plausibile, indicandolo come il luogo migliore nel Mediterraneo da cui i francesi avrebbero potuto minacciare poi l'India. Di conseguenza, Nelson si portò a sudest verso Alessandria d'Egitto, esercitando quotidianamente i suoi cannonieri per essere sicuro che fossero pronti alla battaglia che si sarebbe presto predisposta. Il suo piano era chiaro: dividersi in tre squadroni così da poter colpire la flotta francese da tre differenti punti. Due squadroni di cinque navi ciascuno avrebbero attaccato direttamente le navi francesi ed un terzo avrebbe attaccato i trasporti, affondandoli o catturandone quanti possibili. Nelson deliberò inoltre di incontrarsi quotidianamente a cena coi suoi capitani a bordo della sua ammiraglia così da poter mantenere contatti costanti.

### Bonaparte a Malta

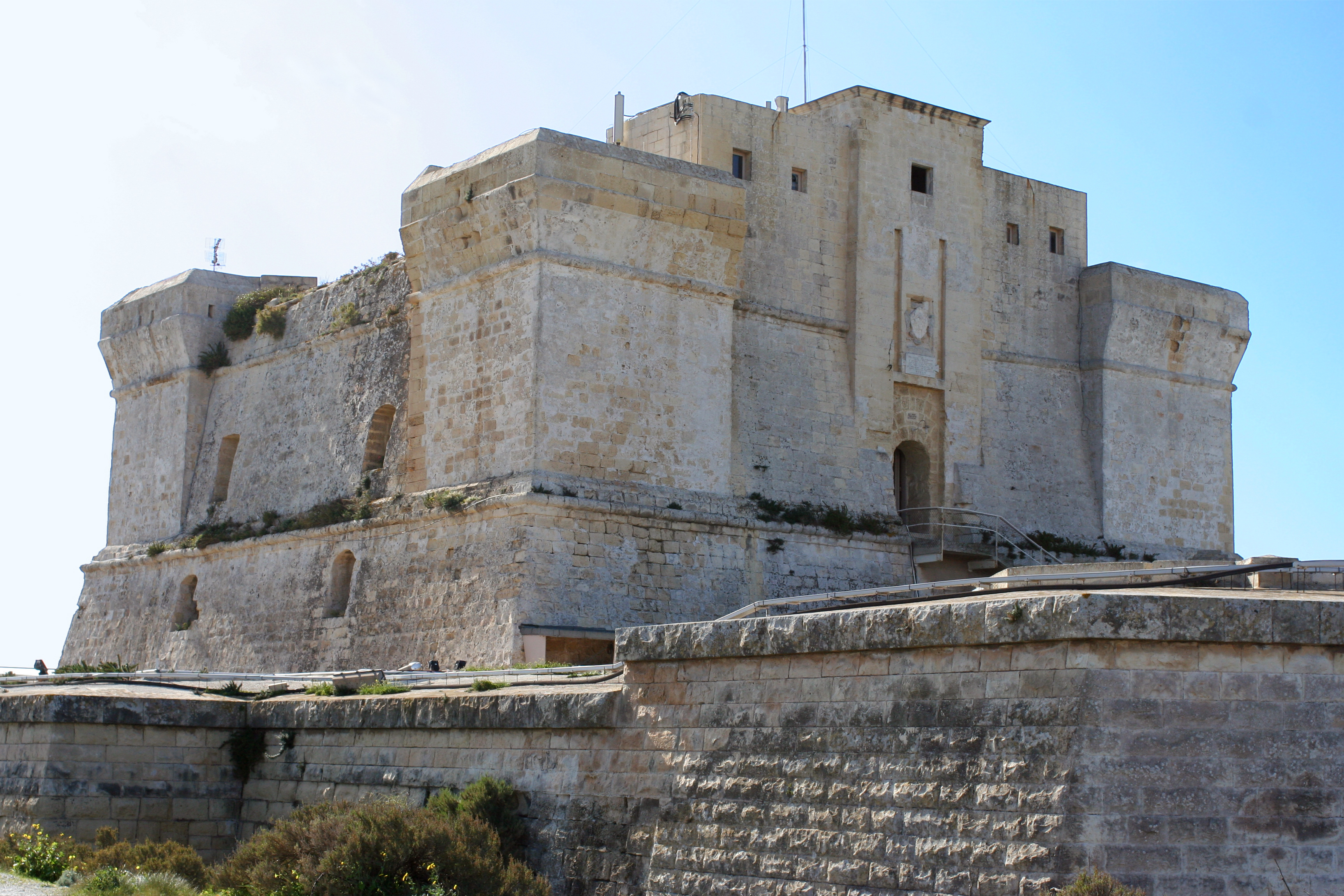
Fort Rohan, uno dei forti le cui guarnigioni combatterono contro gli invasori francesi a Malta

Mentre Nelson era alla ricerca dei francesi, Bonaparte si assicurò la prima parte del suo piano per l'invasione dell'Egitto. Giungendo al largo di Malta il 9 giugno, chiese al governante dell'isola, Ferdinand von Hompesch zu Bolheim, gran maestro del Sovrano Militare Ordine di Malta di permettere alla sua flotta di entrare nel porto e ottenere rifornimenti. Hompesch si rifiutò, insistendo che solo due navi avrebbero potuto entrare facilmente nel porto. Bonaparte rispose aprendo il fuoco sulle difese del porto e l'11 giugno sbarcò i suoi soldati in sette punti differenti dell'isola di Malta al comando del generale Louis Baraguey d'Hilliers. I maltesi opposero un esercito di 2000 uomini e le schermaglie perdurarono per 24 ore sino a quando il generale Claude-Henri Belgrand de Vaubois non entrò a Mdina ed i difensori si ritirarono nella fortezza de La Valletta. Le truppe maltesi si rifiutarono di continuare a combattere senza il supporto del loro governo, e Hompesch iniziò dei negoziati che si conclusero con l'abbandono dell'isola di Malta da parte dei cavalieri dietro pagamento di una compensazione finanziaria di 3 000 000 di franchi francesi. In cambio, il Bonaparte ottenne il controllo dell'intero arcipelago maltese con le relative fortezze, magazzini militari e cannoni, oltre che di tutte le navi della marina del Sovrano Militare Ordine di Malta e tutte le proprietà della chiesa cattolica a Malta.
La posizione dei maltesi era già stata compromessa dall'alto numero di cavalieri di nazionalità francesi interni all'ordine che si erano rifiutati di prendere le armi en masse contro il Bonaparte. La Rivoluzione francese aveva già ridotto parecchio le entrare dei cavalieri e la loro abilità di porre una strenua resistenza ai francesi era stata pesantemente compromessa dalla mancanza di risorse. Il 12 giugno, Napoleone Bonaparte infine annunciò che la destinazione finale delle sue truppe sarebbe stata l'Egitto e pertanto il 19 giugno salpò alla volta di Alessandria d'Egitto, inizialmente puntando su Creta. Lasciò sull'isola di malta Vaubois con 4000 uomini per mantenere la base militare locale ed il controllo del Mediterraneo centrale. Per assicurarsi che gli inglesi non ricevessero prima del tempo la notizia della destinazione dei francesi verso l'Egitto, Napoleone diede ordine che ogni mercantile presente allo sbarco dei francesi fosse trattenuto sino a quando le navi francesi non avessero raggiunto Alessandria. Il 26 giugno, gli inglesi ebbero però già le prime notizie sull'accaduto quando la fregata HMS Seahorse al comando del capitano Edward Foote si scontrò e catturò una fregata francese, la Sensible, che stava tornando a Tolone da Malta con un carico di denaro e soldati feriti, tra cui il generale d'Hilliers.

## L'arrivo ad Alessandria
Il passaggio di Nelson dalla Sicilia verso Alessandria fu tranquillo e il viaggio impiegò sei giorni per essere portato a compimento. Per la mancanza di fregate, Nelson non fu in grado di ottenere informazioni sul nemico se non tramite il blocco di tre mercantili, nessuno dei quali però aveva sufficienti informazioni chiare sui movimenti della flotta francese. La mancanza di fregate tra le file degli inglesi si era già fatta sentire il 22 giugno quando le navi britanniche avvistarono quattro navi a sudest. Sebbene il capitano Thomas Thompson della HMS Leander avesse richiesto il permesso di investigare quali navi fossero, Nelson gli negò questo permesso e ordinò alla sua flotta di continuare nel proprio viaggio, credendo che i francesi si trovassero a cinque giorni di distanza rispetto a loro e desiderando giungere ad Alessandria il più rapidamente possibile. Se gli inglesi avessero disposto di quelle navi avrebbero potuto notare come i francesi si trovavano solo a breve distanza da loro. La fregata francese aveva invece notato gli inglesi e ne aveva riportato la posizione a Bonaparte che aggiustò la direzione del suo convoglio un poco più a nord rispetto alla traiettoria impostata, così da essere sicuro di non incontrare il nemico prima del tempo. Pertanto, la flotta di Nelson passò a nord dei francesi che si trovavano ad est di Malta, sfruttando anche l'oscurità notturna. Il 28 giugno, la HMS Mutine giunse ad Alessandria come prima delle navi di Nelson e scoprì che la flotta francese non si trovava nel porto locale. Una volta giunto il resto della flotta, venne fatto di tutto per contattare il console britannico locale, George Baldwin, ma questi non si trovava in sede perché aveva ottenuto dal governo centrale di rientrare in patria poco prima. Nelson pertanto non poté servirsi dei canali ufficiali della diplomazia. L'avvicinarsi dei francesi pervenne via messaggio dal governatore ottomano Sayyid Muhammad Kurayyim ad Hardy a bordo della HMS Mutine. Kurayyim replicò ad ogni modo che a nome del suo governo egli avrebbe lavorato per mantenere l'assoluta neutralità dell'Impero ottomano per impedire sia agli inglesi che ai francesi di sbarcare sulle coste locali. Egli concluse: "E' impossibile che i francesi siano entrati nel nostro paese. Non hanno affari qui e non siamo in guerra con loro." Senza ulteriori informazioni e senza che ancora si fosse vista una nave francese, la mattina del 29 giugno Nelson decise di rivolgersi nuovamente a nordest verso Corfù.

### L'invasione dell'Egitto

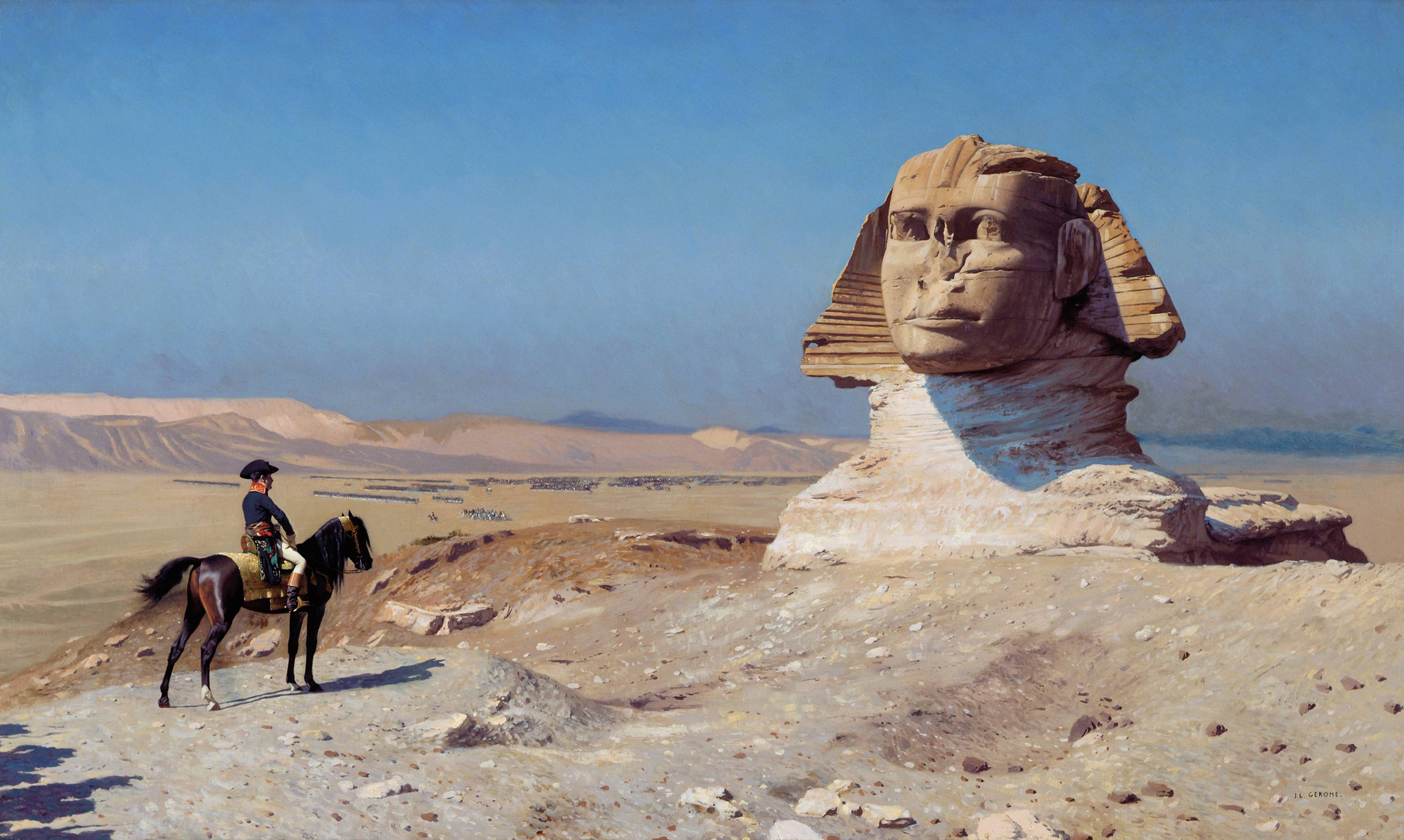
Bonaparte davanti alla Sfinge, Jean-Léon Gérôme, c. 1868, Hearst Castle, California

La flotta del Bonaparte, ritardata dai molti trasporti truppe al seguito, passò Capo Durazzo sull'isola di Creta il 30 giugno e raggiunse Alessandria il mattino successivo, grazie alla spinta di un fresco meltemi. La prima azione di Napoleone fu quella di inviare un piccolo bricco nel porto per recuperare il locale console francese, Charles Magallon, il quale gli riportò la notizia che Nelson era stato nel porto ma che Kurayyim si era rifiutato di permettere a lui come ai francesi di sbarcare in Egitto. Preoccupato del fatto che Nelson potesse portare mentre i suoi uomini si trovavano ancora a bordo dei loro trasporti, Napoleone diede l'ordine di sbarcarli immediatamente. I soldati vennero sbarcati nella regione della baia di Mirabou, operazioni durante le quali ad est venne avvistata una nave che venne scambiata per inglese e che causò un momentaneo panico che portò Bonaparte ad esclamare: "Fortune, m'abandonnerais-tu? Quoi! Seulement cinq jours!" (Fortune, mi vuoi abbandonare? Cosa! Solo cinque giorni!). La nave si rivelò poi essere la fregata francese Justice inviata da Malta e l'invasione poté proseguire senza opposizioni. Per sera lo sbarco poteva dirsi completato anche se 20 uomini annegarono nel corso delle operazioni.
Il 2 luglio, Napoleone guidò i suoi uomini alla vittoria nella breve Battaglia di Alessandria e si assicurò il controllo della città. Pose il generale Jean Baptiste Kléber al comando dell'avamposto col contrammiraglio Pierre Dumanoir le Pelley al porto. Venendo a conoscenza del fatto che le entrate del porto erano troppo piccole per accomodarvi la flotta francese, il Bonaparte ordinò a Brueys di salpare col suo squadrone verso la più ampia Baia di Abukir, a 20 miglia nautiche a nordest di Alessandria. Brueys venne accuratamente istruito sul fatto che se si fosse trovato in difficoltà avrebbe dovuto salpare alla volta di Corfù lasciando solo una piccola forza disponibile per Alessandria. Qui Brueys tenne una conferenza coi suoi ufficiale per organizzare il da farsi in caso dell'arrivo di Nelson. Il contrammiraglio Armand Blanquet della Franklin disse che se la flotta fosse stata in grado avrebbe potuto fronteggiare gli inglesi in mare aperto, ma la sua proposta non venne presa in considerazione e Brueys ordinò che le navi rimanessero ancorate in linea di battaglia di modo da poter fronteggiare al meglio l'attacco inglese. Il 21 luglio, le fregate Seahorse e Terpsichore giunsero ad Alessandria ed osservarono le disposizioni dei francesi con issato il tricolore francese per confondere i nemici. Senza aver trovato Nelson, Foote e Hall tornarono ad ovest alla ricerca del loro ammiraglio. Quando Brueys seppe che le fregate inglesi erano state avvistate al largo della costa egiziana, ne derivò che l'immediato ritiro di questi vascelli poteva significare solo che non vi era pericolo di un attacco immediato da parte degli inglesi e quindi non prese precauzioni.

### Il ritorno di Nelson
Nelson, avendo navigato a nordest il medesimo giorno in cui la prima nave francese giunse nel porto di Alessandria, il 4 luglio tornò indietro ad ovest controvento, in direzione nuovamente della Sicilia. Le sue navi vennero colpite da una leggera tempesta il 5 luglio prima di ricompattarsi il giorno dopo ed il 18 luglio la flotta inglese raggiunse Capo Passero ancora una volta mentre il 19 luglio le forze di Nelson erano alla fonda a Siracusa per rifornimenti concessi loro da Emma, Lady Hamilton, moglie dell'ambasciatore inglese a Napoli. Frustrato, Nelson scrisse una lettera a sua moglie Fanny; "In ogni momento mi pento di aver permesso alle fregate di lasciarci, fatto che mi ha portato unicamente alla mancata conoscenza dei movimenti del nemico." Successivamente la flotta inglese a Siracusa venne raggiunta da un rapporto secondo il quale i francesi non erano stati avvistati né nel Mediterraneo orientale, né nell'Adriatico, né nell'Egeo, e dunque l'Egitto o la Siria dovevano essere le destinazioni più plausibili del gruppo. Salpato ancora una volta il 25 luglio, Nelson rivolse le sue navi ad est salpando alla volta della Morea ed inviando Troubridge a bordo della Culloden a Coron il 28 luglio. Il governatore ottomano locale riportò che i francesi erano passati a sud di Creta all'inizio del mese e donò a Troubridge un mercantile francese ancorato nel porto. Con messaggi chiari ora sulla posizione dei francesi, la flotta inglese si diresse dunque a sud verso Alessandria.

## La battaglia del Nilo
Il 1º agosto, la flotta di Nelson raggiunse la costa egiziana, con le navi HMS Swiftsure e HMS Alexander in avanguardia verso il porto di Alessandria. Nel porto vennero osservati diversi trasporti ma non vi era traccia di navi da guerra. Malgrado il disappunto iniziale, Nelson ordinò alle sue navi di porsi alla ricerca lungo la costa ed alle 14:00 la vedetta della HMS Zealous riportò la presenza di una serie di navi in linea di battaglia presso la Baia di Abukir. Brueys valutò questa linea come impenetrabile e che i punti più deboli sarebbero stati il centro e la retroguardia della lunga linea. Egli pose pertanto le sue navi più potenti in questi punti particolari per attaccare. Brueys era inoltre convinto che l'approssimarsi della sera avrebbe spinto gli inglesi ad attaccare il giorno successivo, consentendogli così di prepararsi per tentare la fuga, seguendo gli ordini di Napoleone che gli aveva chiesto di evitare qualsiasi scontro diretto con la flotta inglese.

### L'attacco di Nelson

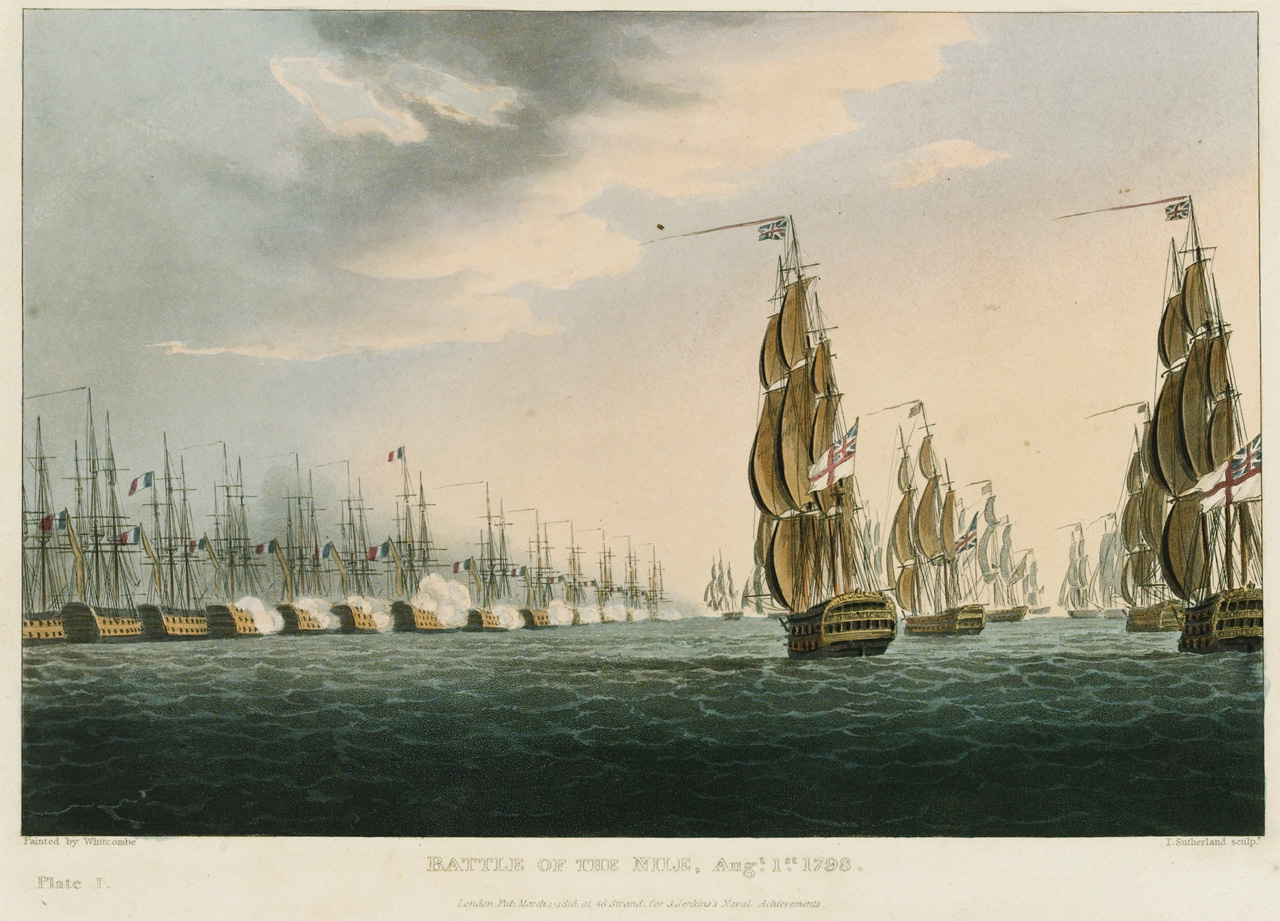
La battaglia del Nilo del 1º agosto 1798, Thomas Whitcombe, 1816. La flotta inglese spezza la linea francese.

Malgrado le speranze di Brueys, Nelson era determinato a respingere i francesi ed ordinò alle sue navi di avanzare verso il gruppo avversario. Senza un'accurata carta della baia, Nelson venne costretto ad essere cauto nella sua avanzata, ed ordinò al capitano Samuel Hood della Zealous di sondare il fondale per capire l'area più profonda della baia. Alle 18:20, dal momento che le navi inglesi HMS Goliath e HMS Zealous si erano portate a nord contro la Guerrier e la Conquérant, queste ultime aprirono il fuoco. Avvicinandosi alla linea francese, il capitano Thomas Foley della Goliath notò che Brueys aveva fatto un tremendo errore nel distribuire le proprie forze. Anziché porre la Guerrier vicina all'unica via di fuga per gli inglesi, l'ammiraglio francese aveva lasciato uno spazio libero tra le sue navi e la costa. Navigando direttamente verso questo spazio, Foley prese la Guerrier sul fianco ed entrò in contatto con la seconda nave di linea francese nell'area, la Conquérant. La Zealous riuscì anch'essa ad oltrepassare il punto ed attaccò la Guerrier, seguita dalla HMS Orion, dalla HMS Theseus e dalla HMS Audacious, e tutte aprirono il fuoco contro le navi francesi.
Nelson seguiva a bordo della Vanguard. La HMS Bellerophon e la HMS Majestic attaccarono dunque il centro della linea francese. Surclassati di numero e con di fronte il nemico, i francesi con L'Orient, la Franklin e la Tonnant, subirono pesanti danni. La Culloden, passò troppo vicina alla costa e Troubridge subì pesanti danni malgrado i suoi sforzi. Alle 19:00, col favore della sera, le navi francesi Guerrier, Conquérant, Spartiate, Aquilon e Peuple Souverain si trovavano tutte in mano agli inglesi o erano troppo danneggiate per continuare il combattimento. Gli inglesi avevano pure subito dei danni, con la Vanguard e la Goliath pesantemente colpite come pure la Bellerophon e la Majestic che erano state costrette ad alleggerirsi dei loro carichi per poter sfuggire al nemico ed essere più manovrabili. Il capitano della Majestic, George Blagden Westcott, era rimasto ucciso e pure Nelson a bordo della Vanguard aveva subito una profonda ferita alla testa.

### La distruzione deL'Orient

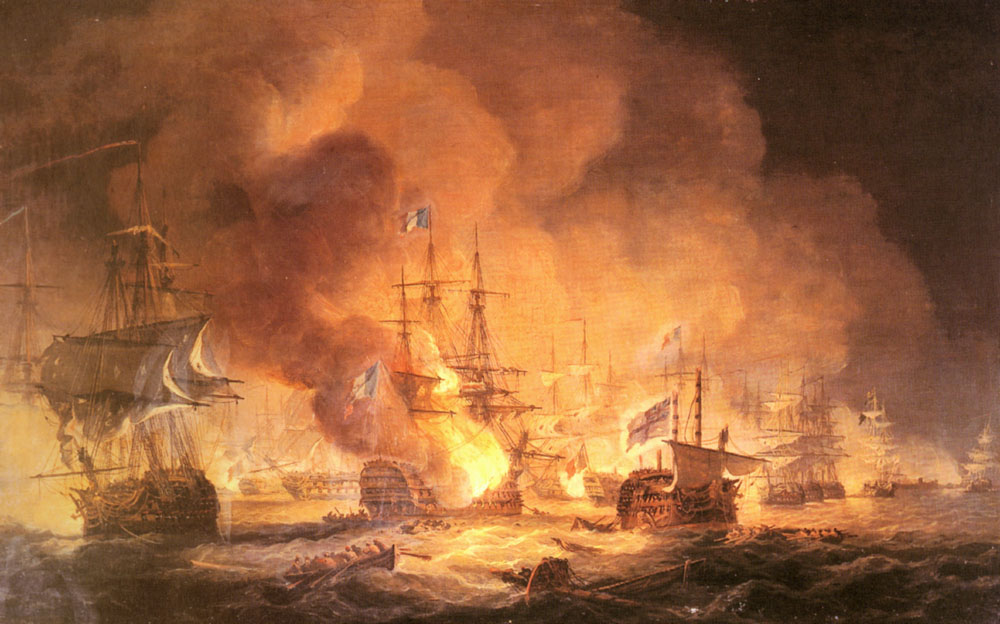
Battaglia del Nilo, Thomas Luny.

Poco dopo le 20:00, la Swiftsure e la Alexander, unitesi alla Leander, attaccarono al centro della linea francese causando pesanti danni alla Franklin ed uccidendo lo stesso ammiraglio Brueys con un colpo di cannone nella sua cabina. Alle 21:00, L'Orient prese fuoco e altre navi francesi si impegnarono per cercare di spegnerlo. Le fiamme avvilupparono rapidamente l'imbarcazione raggiungendo l'albero maestro e tutto il ponte. Alle 22:00, scoppiò il vasto magazzino delle polveri, andando a colpire anche altre navi vicine. Per dieci minuti non si sparò nemmeno un colpo, in una sorta di shock generale. La prima nave a riprendere le ostilità fu la Franklin, ma la nave ammiraglia di Blanquet venne costretta alla resa alle 24:00. La Tonnant, unica nave francese ancora abile al combattimento, era impegnata contro la Majestic e lo rimase sino alle 03:00, quando il capitano Aristide Aubert du Petit-Thouars venne mortalmente ferito e venne costretto a rivolgersi alla riserva del contrammiraglio Pierre-Charles Villeneuve.
Alle 04:00 del 2 agosto, le navi di Villeneuve aprirono il fuoco contro lo squadrone inglese. Alle 11:00, Villeneuve era riuscito a far indietreggiare gli inglesi e fu in grado di fuggire in mare aperto. Ad ogni modo, lo stesso Villeneuve venne costretto ad abbandonare la Tonnant e la Timoléon, mantenendo con sé solo due navi di linea e due fregate. Mentre Villeneuve fuggiva, le navi inglesi ricevettero la resa della Heureux e della Mercure che erano state danneggiate dall'esplosione de L'Orient. Il 3 agosto, la Theseus e la Leander vennero inviate alla completa distruzione; la Tonnant si arrese e la Timoléon venne incendiata e distrutta dallo stesso equipaggio a bordo per non farla cadere nelle mani del nemico.

## Successive operazioni

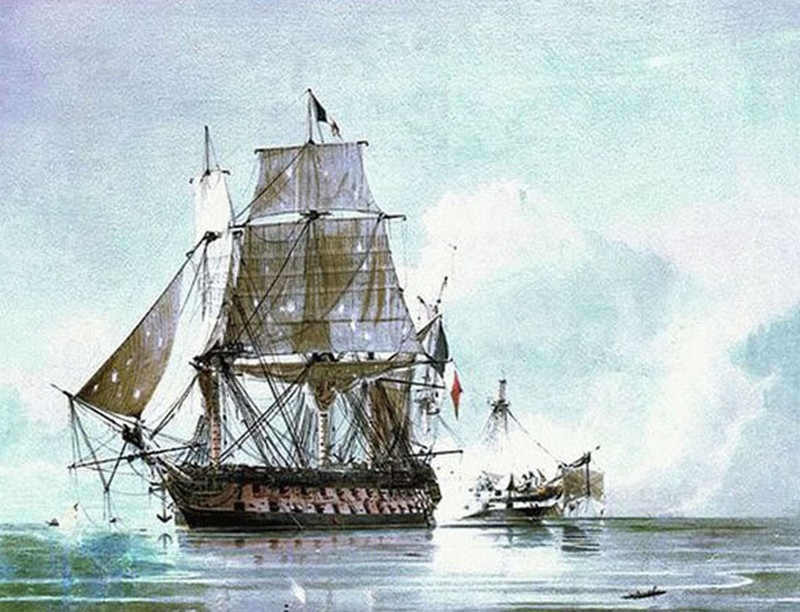
Azione tra la "HMS Leander" e la nave francese " Le Généreux", 18 agosto 1798, C. H. Seaforth.

Con l'eccezione delle navi fuggite con Villeneuve, la flotta francese del Mediterraneo uscì annientata da questo scontro. Nove delle undici navi di linea francesi impegnate nello scontro vennero catturate o distrutte, come pure le due fregate al seguito. Le perdite francesi ammontarono a circa 3000 morti (forse anche 5000) contro i 218 morti e 677 feriti inglesi. Ad ogni modo, molte delle navi di Nelson erano rimaste pesantemente danneggiate nello scontro e necessitavano di urgenti riparazioni. Per più di due settimane Nelson rimase alla baia di Abukir, mentre lui si dedicò a scrivere dispacci e ad analizzare la situazione strategica dell'Egitto. La prima nave del suo squadrone fu la Leander, inviata il 5 agosto al comando del conte St. Vincent al largo di Cadice con la notizia della battaglia e del suo esito. L'8 agosto l'isola di Abukir venne anch'essa catturata, ed il 12 agosto la Emerald, la Alcmene e la Bonne Citoyenne vennero infine catturate con la flotta, seguite il 17 agosto dalla Seahorse e dalla Terpsichore. La Mutine venne distaccata il 13 agosto con un dispaccio per l'Ammiragliato ed il 14 agosto Nelson inviò sette navi con sei navi catturate alla foce della baia di Abukir sotto il comando di Saumarez. Questo convoglio salpò da Gibilterra il 15 agosto ed il giorno successivo Nelson diede ordine di bruciare la Heureux, seguita il 18 agosto dalla Mercure e dalla Guerrier, dal momento che nessuna di queste era in condizioni tali da poter essere servibile alla marina inglese. Il 19 agosto Nelson separò le sue navi rimanenti, inviando tre vascelli a nord verso Napoli e lasciando ad Alessandria un blocco navale costituito dalle navi Zealous, Goliath, Swiftsure e dalle fregate, al comando del capitano Samuel Hood.
Nelson lasciò quindi Alessandria. La Leander era nel frattempo stata scoperta presso la costa ovest di Creta e si era scontrata il 18 agosto 1798 con la nave francese Généreux, una di quelle fuggite con lo squadrone di Villeneuve. Dopo essersi separata dallo squadrone di Villeneuve il 17 agosto, infatti, la Généreux era diretta a Corfù quando incontrò la nave inglese. La più grande nave francese ebbe la meglio sulla nave inglese il cui capitano, Thompson, venne costretto alla resa dopo sei ore e mezza di combattimenti tenaci da ambo le parti. Il capitano francese Lejoille autorizzò quindi i suoi uomini al saccheggio degli effetti personali della ciurma inglese, un atto che deliberatamente sovvertiva le disposizioni navali internazionali ed il codice comportamentale di marina. La nave catturata venne portata a Corfù per delle riparazioni, e le due navi incontrarono qui anche la Mutine che era scappata ad ovest prima della Généreux. Durante la prigionia, Lejoille continuò a rifiutarsi di concedere agli ufficiali ed ai marinai inglesi di vedersi restituite le loro proprietà. Una volta liberati e tornati in patria, Thompson e Berry vennero ricompensati col titolo di cavaliere e lodati grandemente per la loro condotta contro il nemico, come pure sul fronte opposto Lejoille venne lodato dalla stampa francese per il suo ardore.

### Alessandria
Con la presenza navale francese nel Mediterraneo ridotta a pochi vascelli in riparazione, gli alleati della Seconda coalizione antifrancese furono in grado di estendere la loro forza nella regione. Al largo di Alessandria, lo squadrone del capitano Hood riuscì ad evitare le comunicazioni tra la Francia e l'armata francese in Egitto. Il 22 agosto, appena tre giorni dopo che Nelson era salpato a nord, la Alcmene intercettò il vascello Légère al largo del porto di Alessandria e ne costrinse il capitano alla resa. Vedendosi sconfitto, il capitano francese gettò il dispaccio che trasportava in mare. Questa azione portò i marinai John Taylor e John Harding a bordo della Alcmene a gettarsi in acqua, recuperandolo. Per il coraggio da loro dimostrato nel muoversi in acque non conosciute, entrambi vennero premiati con una pensione annua di 20 sterline (equivalente a circa 1900 sterline attuali). Tre giorni dopo la cattura della Légère, il capitano Foley della Goliath inviò un'imbarcazione al porticciolo del castello di Abukir, dove i suoi uomini abbordarono il ketch Torride. Il 2 settembre, un altro vascello con un altro dispaccio raggiunse la costa egiziana, il cutter Anémone con a bordo il generale Camin e 60 uomini da Malta. La Swiftsure e la Emerald tentarono di impedire al vascello di raggiungere il porto di Alessandria e lo portarono invece verso il villaggio di Marabou. Il vascello si incagliò, ma gli uomini a bordo fuggirono sulla spiaggia, dove vennero massacrati da partigiani beduini. Gli unici sopravvissuti (cinque in tutto) vennero recuperati dal tenente di vascello Francis William Fane.
Nell'ottobre di quello stesso anno un piccolo squadrone inglese ad Alessandria venne rinforzato da uno squadrone portoghese di quattro navi di linea e dalla HMS Lion (64 cannoni) al comando del capitano Manley Dixon, anche se le navi portoghesi lasciarono l'Egitto per tornare a Malta solo alcuni giorni dopo. Il 19 ottobre lo squadrone venne raggiunto da due corvette turche, da due fregate russe e da 16 piccole cannoniere turche. Le cannoniere vennero poi utilizzate per bombardare il castello di Abukir e l'accampamento francese presso il lago Maadie il 25 ottobre, anche se i risultati furono poca cosa. Dopo il primo giorno la ciurma turca venne rimpiazzata da marinai inglesi. Dopo tre giorni il bombardamento venne abbandonato e non seguirono ulteriori attività lungo la costa egiziana per il resto dell'anno. I vascelli turchi e russi si ritirarono nel dicembre di quello stesso anno, mentre la Lion venne inviata a Malta per entrare a far parte del blocco navale locale.

### Mar Ionio
Il grosso della flotta del Mediterraneo dell'Impero ottomano e dell'Impero russo venne impiegata nel Mar Ionio. Col trattato di Campoformio, la Francia aveva ottenuto le Isole Ionie e le quattro fortezze di Butrinto, Parga, Prevesa e Vonizza sulle coste greche ed albanesi. All'inizio di ottobre del 1798, dopo la dichiarazione di guerra tra Francia ed Impero ottomano, un grande esercito turco aveva preso ad avanzare attraverso i Balcani e costrinse le fortezze alla resa in breve tempo. Nel contempo, le Isole Ionie vennero attaccate dalla flotta russo-turca (10 navi di linea russe, 30 navi di vario genere turche). 8000 soldati turchi invasero ed assediarono le isole di Paxi, Santa Maura, Itaca, Cefalonia, Zante e Cerigo, catturando 1500 soldati francesi il 10 ottobre. Solo la grande isola fortificata di Corfù riuscì a resistere. La città venne assediata, ma le operazioni si dimostrarono lente il che permise alla Généreux di raggiungere sana e salva il porto di Ancona. Con la fine dell'anno ben poco era cambiato, in quanto le guarnigioni francesi erano ancora saldamente presenti a Corfù.

### Malta e Napoli
Più ad ovest, l'isola di Malta da poco catturata dai francesi venne sottoposta a blocco navale dagli inglesi. Il ritorno del convoglio dalla baia di Abukir al comando di Saumarez raggiunse Malta a settembre. Qui incontrò uno squadrone di quattro navi di linea portoghesi e la nave inglese Lion al comando di Domingos Xavier de Lima, marchese di Nisa. Mentre si trovava a Malta in attesa di venti favorevoli, una delegazione di cittadini maltesi venne ammessa a bordo della nave di Saumarez, la Orion, il 25 settembre. Questi portarono la notizia che la popolazione maltese, infuriata coi francesi che avevano chiuso diverse chiese cattoliche sull'isola, era insorta contro la guarnigione francese e l'aveva costretta a ritirarsi verso la fortezza de La Valletta. Saumarez tentò di negoziare la resa dell'isola con Vaubois, ma la proposta venne rifiutata. Incapace di ritardare il suo passaggio verso Gibilterra ancora per molto, Saumarez diede ai maltesi 1200 moschetti e promise di inviare loro assistenza non appena possibile. Il 12 ottobre, i francesi vennero assediati a La Valletta da 10 000 soldati irregolari maltesi. Vaubois disponeva di soli 3000 soldati, anche se l'arrivo di Villeneuve con la Guillaume Tell e due fregate avrebbe certamente aumentato le sue difese.
Il medesimo giorno in cui i francesi si ritirarono a La Valletta, Nelson distaccò le navi Alexander, Culloden e Colossus dal suo squadrone a Napoli per bloccare il porto, al comando del capitano Alexander Ball. Per quanto i napoletani si fossero rifiutati di inviare delle forze a Malta, che tecnicamente era loro territorio, lo squadrone venne raggiunto dalle navi portoghesi del marchese di Nisa e da Nelson a bordo della Vanguard il 24 ottobre. Quattro giorni dopo, Nelson autorizzò Ball a negoziare la resa dell'isola vicina di Gozo. I francesi abbandonarono le fortificazioni dell'isola e gli inglesi vi catturarono 24 cannoni e 3200 sacchi di grano, che vennero distribuiti tra la popolazione maltese. Con la guarnigione francese intrappolata a La Valletta, non si ebbero altre azioni militari a Malta per il resto dell'anno.
Mentre i suoi capitani erano impegnati nei blocchi navali a Malta ed Alessandria tra settembre ed ottobre, Nelson rimase ancorato nella Baia di Napoli, godendo dell'ospitalità di re Ferdinando IV di Napoli e della regina Maria Carolina. Giungendo al 22 settembre, la Vanguard venne accolta da 500 piccoli vascelli in una cerimonia organizzata dalla famiglia reale e da una barca cerimoniale con a bordo Sir William e Lady Emma Hamilton. Nelle settimane successive, Nelson risiedette a corte come ospite d'onore, venendo poi accusato di essere venuto meno alle proprie responsabilità nella marina inglese. Fu quella la prima volta che la sua attrazione per lady Emma Hamilton si tramutò in una vera e propria relazione amorosa. Egli iniziò inoltre a condizionare alcune scelte della vita politica napoletana, tramando con la regina Maria Carolina, francofoba, che incoraggiò il marito Ferdinando a firmare l'atto di guerra contro la Francia. Ferdinando ordinò all'esercito napoletano al comando del generale Mack di impegnarsi per scacciare i francesi da Roma. La campagna che ne seguì fu un disastro per i napoletani in quanto i francesi contrattaccarono e costrinsero Ferdinando e la sua corte a trovare rifugio a Palermo, in Sicilia. I francesi fondarono quindi la Repubblica Partenopea a Napoli al posto della monarchia borbonica.

### Spagna e Minorca

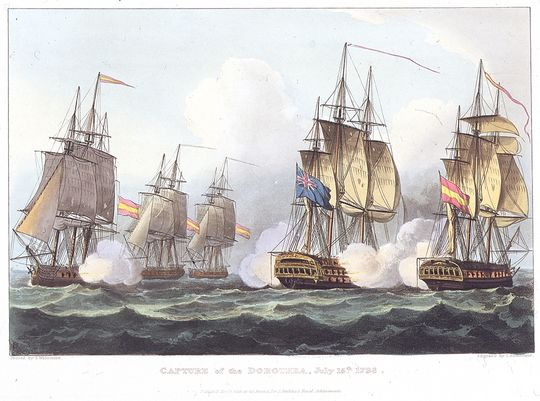
La presa della Dorothea, 15 luglio 1798, Thomas Whitcombe, 1816

Mentre Nelson era impegnato nel Mediterraneo centrale ed orientale, il grosso della flotta del Mediterraneo si trovava sotto il comando del conte St Vincent che aveva lavorato perché la flotta spagnola non fosse in grado di intervenire in questi conflitti. Il 24 maggio St Vincent venne raggiunto al Tago dai rinforzi di otto navi al comando del contrammiraglio Sir Roger Curtis, e l'ammiraglio diede ordine alle sue navi di bloccare i porti della Spagna meridionale, in particolare quello di Cadice dove il grosso della flotta spagnola era alla fonda. Il comandante spagnolo, l'ammiraglio Don Joseph Massaredo, rimase bloccato a bordo delle sue navi. La flotta spagnola non riuscì ad essere impiegata ad eccezione di un singolo convoglio composto dalla nave di linea Monarca e da due fregate oltre che da diversi mercantili che salpò ad aprile. Navi pirata spagnole e piccole navi da guerra combatterono alcuni piccoli scontri lungo le coste mediterranee della Spagna, ma l'unico impegno significativo degli spagnoli fu quello di uno squadrone di fregate intercettato a Cartagena che venne individuato dalla Lion inglese. Nell'Azione del 15 luglio 1798, le navi spagnole formarono una linea ed attaccarono la nave del capitano Dixon e la Santa Dorotea venne alla fine catturata.
Una volta che la flotta francese nel Mediterraneo risultò distrutta nella baia di Abukir, St Vincent si dimostrò determinato a restaurare l'egemonia britannica nel Mediterraneo. Per assicurarsi questo, la sua flotta abbisognava di una base con acque profonde e ben protette dove le navi non potessero essere assaltate via terra. La miglior area individuata per questo scopo fu Port Mahon sull'isola di Minorca, dove si trovava un moderno porto con bacino di carenaggio, grandi magazzini ed una nave ospedale. Questi servizi erano stati costruiti dagli stessi inglesi nei periodi di occupazione 1708 – 1756 e 1763 – 1781. St Vincent inviò quindi due navi di linea, tre fregate e diversi piccoli vascelli e trasporti verso l'isola al comando del commodoro John Thomas Duckworth, assieme ad una piccola forza d'esercito al comando del colonnello Charles Stuart. Il corpo di spedizione giunse al largo di Minorca il 7 novembre e le truppe vennero sbarcate alla baia di Addaya. Gli spagnoli cercarono di attaccare ma vennero respinti anche se i combattimenti continuarono per due giorni nell'entroterra, dove un distaccamento al comando del colonnello Henry Paget assediò Port Mahon e poi Fournella che vegliava proprio sopra il porto d'interesse degli inglesi. L'11 novembre uno squadrone spagnolo composto di quattro fregate tentò di bloccare le operazioni, ma un pronto contrattacco delle navi di Duckworth lo respinse. Il 16 novembre la cittadina di Ciudadella capitolò ed il controllo dell'isola passò completamente nelle mani delle forze inglesi.